# مردرند تیندر
مردرند تیندر (به انگلیسی: The Tinder Swindler) مستندی بریتانیایی به کارگردانی فلیسیتی موریس است که در فوریه ۲۰۲۲ از نتفلیکس پخش شد. مستند دربارهٔ شارلاتانی اسرائیلی به‌نام سایمن لویو است که با فریفتن افراد در تیندر (اپ) آنان را مجاب به پیشکش کردن پول به وی می‌کند.